# Fotogrammi d'argento alla miglior attrice teatrale
I Fotogrammi d'argento alla miglior attrice teatrale (Fotogramas de Plata a la mejor actriz de teatro) è un premio annuale assegnato dalla rivista spagnola Fotogramas.

## Vincitori

### Anni 1990
- 1997: Aitana Sánchez-Gijón - La gatta sul tetto che scotta
- 1998: Charo Lopez - Tengamos el sexo en paz
- 1999: Núria Espert - Master Class

### Anni 2000
- 2000: Beatriz Carvajal - Misery
- 2001: Luisa Martin - El verdugo
- 2002: Concha Velasco - Hello, Dolly!
- 2003: Anabel Alonso - Confesiones de mujer de 30
- 2004: Rosa Maria Sardà - Witt
- 2005: Lola Herrera - Cinco horas con Mario
- 2006: Lola Herrera - Solas
- 2007: Marisa Paredes - Amleto
- 2008: Ana Belén - Fedra
- 2009: Anabel Alonso - Nunca estuviste tan adorable

### Anni 2010
- 2010: Concha Velasco - La vida por delante
- 2011: Malena Alterio - Madre Coraggio e i suoi figli
- 2012: Amparo Baró - Agosto (condado de Osage)
- 2013: Blanca Portillo - La vita è sogno
- 2014: Macarena García - La llamada
- 2015: Concha Velasco - Ecuba
- 2016: Aitana Sánchez-Gijón - Medea
- 2017: Aitana Sánchez-Gijón - La rosa tatuada
- 2018: Núria Espert - Incendios
- 2019: Irene Escolar - Mammón[1]

### Anni 2020
- 2020
  - María Hervás - Jauría[2]
- 2021[3]
  - Nathalie Poza - Prostitución
  - Irene Arcos - Traición
  - Aitana Sánchez-Gijón - Juana
- 2022[4]
  - Alba Flores - Shock 2. La tormenta y la guerra
  - Belén Cuesta - El hombre almohada
  - Irene Escolar - Atraco, paliza y muerte en Agbanäspac
- 2023
  - Blanca Portillo - Silencio[5]
  - Bárbara Lennie - Los farsantes
  - Aitana Sánchez-Gijón - Malvivir
- 2024
  - Victoria Luengo - Prima Facie[6]
  - Irene Arcos - Tan sólo al fin del mundo
  - Kiti Mánver - El incoveniente